# Mopsus (geslacht)
Mopsus is een geslacht van spinnen uit de familie springspinnen (Salticidae).

## Soorten
De volgende soorten zijn bij het geslacht ingedeeld:
- Mopsus mormon Karsch, 1878